# Lisičji Kamen
Lisičji Kamen är ett berg i Kosovo. Det ligger i den södra delen av landet, 90 km sydväst om huvudstaden Priština. Toppen på Lisičji Kamen är 2 010 meter över havet.
Terrängen runt Lisičji Kamen är kuperad åt sydväst, men åt nordost är den bergig. Runt Lisičji Kamen är det ganska tätbefolkat, med 207 invånare per kvadratkilometer. Närmaste större samhälle är Dragash, 7,0 km norr om Lisičji Kamen. Omgivningarna runt Lisičji Kamen är en mosaik av jordbruksmark och naturlig växtlighet.